# Žljebovi
Žljebovi är en ort i Bosnien och Hercegovina.   Den ligger i entiteten Republika Srpska, i den östra delen av landet, 50 km öster om huvudstaden Sarajevo. Žljebovi ligger 956 meter över havet och antalet invånare är 171.
Terrängen runt Žljebovi är varierad. Närmaste större samhälle är Sokolac, 9,1 km sydväst om Žljebovi. 
Omgivningarna runt Žljebovi är en mosaik av jordbruksmark och naturlig växtlighet. Runt Žljebovi är det ganska tätbefolkat, med 67 invånare per kvadratkilometer.